# Gabriela Acher
Gabriela Acher (Montevideo, 1944) és una actriu, humorista i escriptora uruguaiana d'ascendència jueva i que viu des dels anys seixanta a Buenos Aires, Argentina.

## Filmografia
- 1963: Telecataplum (sèrie humorística de televisió): diversos personatges.[2]
- La tuerca (sèrie humorística de televisió): diversos personatges.
- 1969: Muchacha italiana viene a casarse (telenovel·la): Amalia.
- 1969: Jaujarana (sèrie humorística de televisió): diversos personatges.
- 1973: Los caballeros de la cama redonda (amb Alberto Olmedo i Jorge Porcel).
- 1973: Los doctores las prefieren desnudas (amb Alberto Olmedo i Jorge Porcel).
- Hupumorpo (sèrie humorística de televisió): diversos personatges.
- Mi cuñado (sèrie humorística de televisió): diversos personatges.
- Comicolor (sèrie humorística de televisió): diversos personatges: Chochi, la dicharachera», «Lorena del Valle», entre d'altres.
- 1982: Señora de nadie (Isabel).
  - Nobody's Wife (als Estats Units).
- 1986: Soy paciente.
- 1989: Eversmile, New Jersey: Celeste.
- Tato Diet (programa humorístic de televisió, amb Tato Bores).
- 1989?-1992: Hagamos el humor (programa humorístic de televisió).
- Juana y sus hermanas (programa humorístic de televisió, de Juana Molina): diversos personatges.
- 1996: Sol de otoño: Silvia.
  - Autumn Sun (als EUA)
- 1998: Gasoleros (telenovel·la).
- 1998: Cohen vs. Rosi: Miriam Cohen.
- 2000: Esperando al Mesías: Sara.
  - Waiting for the Messiah (als EUA).

A la televisió espanyola va realitzar un personatge propi, Charito Muchamarcha, al programa de TV Un, dos, tres.

## Obra
- 1992: La guerra de los sexos está por acabar... con todos.
- El príncipe azul destiñe.
- 1999: El amor en los tiempos del colesterol, text que va portar al teatre com un espectacle unipersonal durant la temporada 2001-2002.
- 2003: Si soy tan inteligente, ¿por qué me enamoro como una imbécil?
- 2007: Algo sobre mi madre (todo sería demasiado).